# Zhangixalus yunnanensis
Zhangixalus yunnanensis — вид жаб з родини веслоногих (Rhacophoridae). Описаний у 2024 році.

## Поширення
Ендемік Китаю. Поширений у західній і центральній частині провінції Юньнань.

## Опис
Z. yunnanensis чітко відрізняється від усіх відомих родичів поєднанням таких морфологічних ознак: чорні плями на боках тіла та задніх кінцівках, середній розмір тіла (SVL 31,3–36,0 мм у самців і 47,6–48,6 мм у самиць), голова ширша ніж довга, райдужка жовтувато-коричнева, спинка рівномірно зелена, голосовий мішок зовнішній, горло чорне, перетинка сірувата, пальці рук перетинчасті на одну третину, а пальці ніг перетинчасті наполовину.